# 利奧波德咖啡館

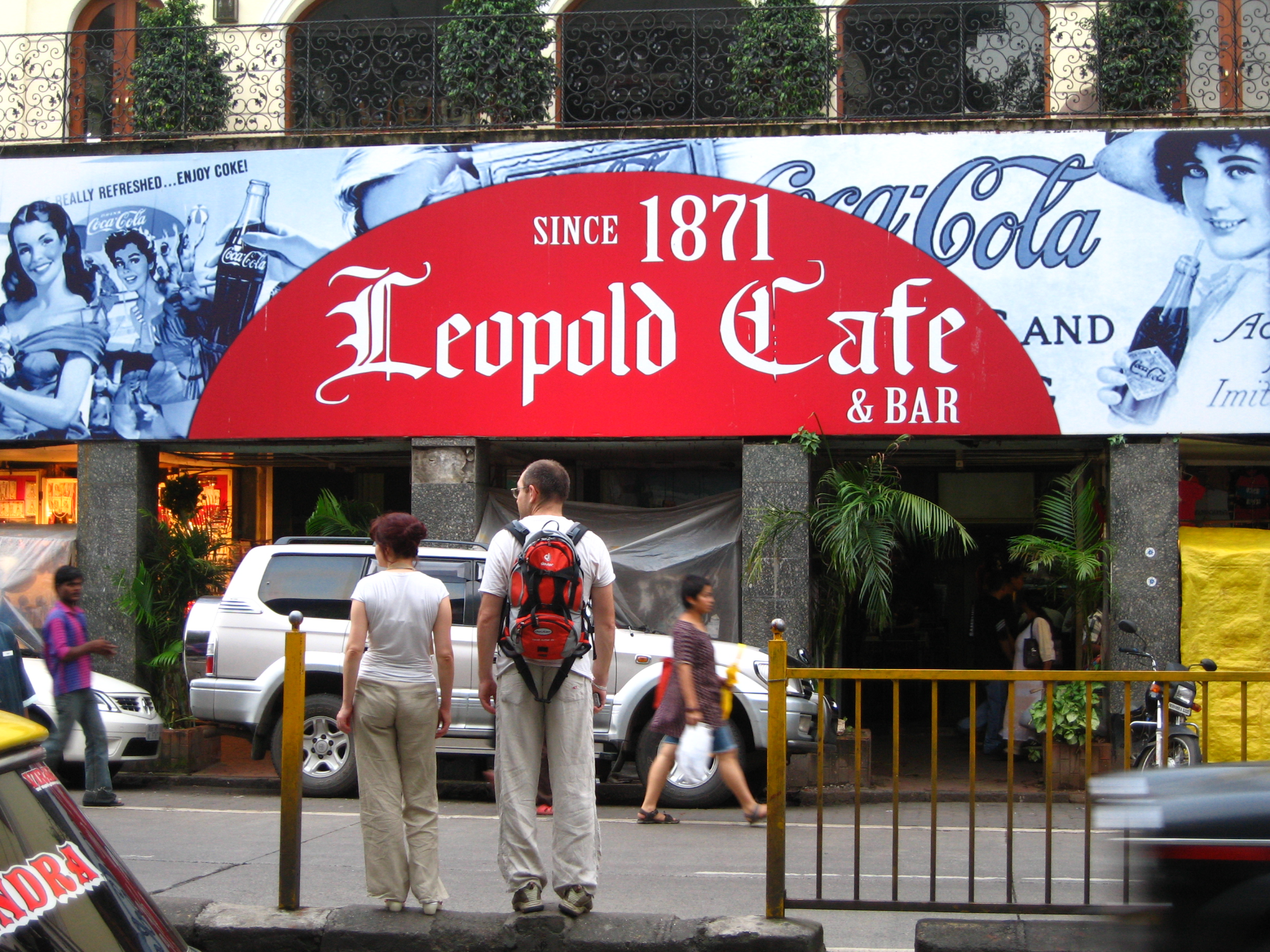
利奧波德咖啡館

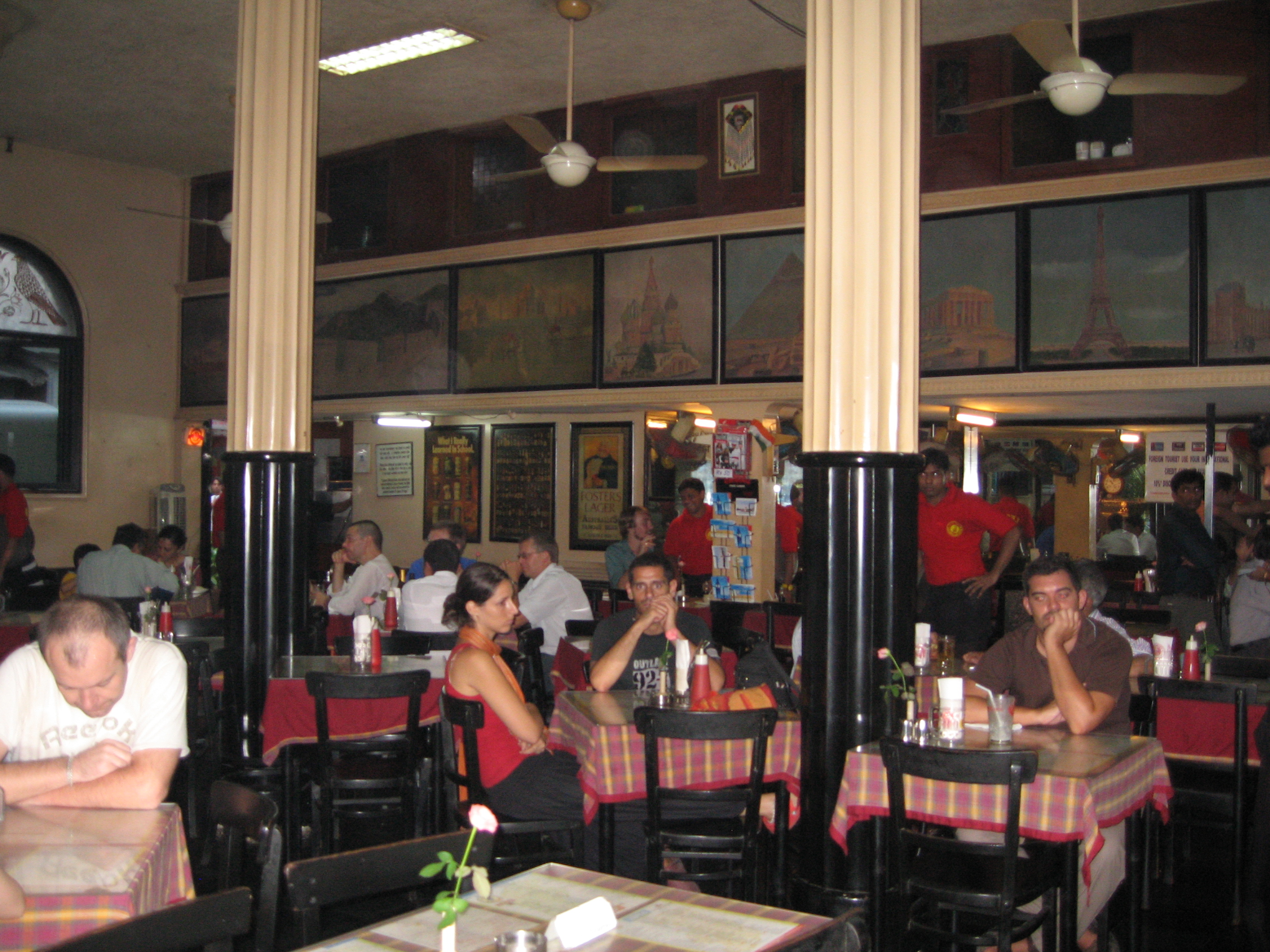
2007年9月

利奧波德咖啡館，是一間在印度孟買的餐廳，在警局對面。这間咖啡馆整天有外国人光顧，因為在2003年，有位暢銷澳洲的作家格里高利·罗伯兹（Gregory David Roberts）在其自傳小說《項塔蘭》（Shantaram）中描寫過该咖啡室。 在這本書里，自傳式描寫一個富有傳奇色彩的澳洲囚犯，逃獄和偷渡去了印度，十年之後又被抓回澳洲重新服刑，在監獄寫小說。
2008年11月26日，利奧波德咖啡館發生舉世震驚的恐怖襲擊。